# Loch Dubh a Chuail
Loch Dubh a Chuail ist ein Süßwassersee in der schottischen Council Area Highland beziehungsweise in der traditionellen Grafschaft Sutherland.

## Beschreibung
Der See liegt auf einer Höhe von 447 Metern über dem Meeresspiegel im äußerst dünn besiedelten Südwesten Sutherlands. Seine Ufer sind unbesiedelt. In der direkten Umgebung finden sich nur Weiler und Einzelgehöfte. Die nächstgelegene größere Siedlung ist das 32 Kilometer südöstlich am Kopf von Loch Shin gelegene Lairg. Der Loch Dubh a Chuail ist nicht durch Straßen erschlossen. Die nächstgelegene öffentliche Straße ist die einspurige A838, die rund vier Kilometer östlich verläuft.
Der eiförmige Loch Dubh a Chuail weist eine maximale Länge von 0,63 Kilometern bei einer maximalen Breite von 0,40 Kilometern auf, woraus sich eine Fläche von 16 Hektar und ein Umfang von zwei Kilometern ergeben. Die mittlere Tiefe des Loch Dubh a Chuail beträgt 6,2 Meter, woraus ein Volumen von 1.007.706 Kubikmetern resultiert. Sein Einzugsgebiet umfasst 123 Hektar und besteht zu etwa 77 % aus Heide- und Grasflächen, während Grundwasser 13,7 % des Zuflusses zu Loch Dubh a Chuail ausmacht. Das Einzugsgebiet erstreckt sich im Wesentlichen nach Nordwesten zum 750 Meter hohen Meallan a’ Chuail hin, der sich nördlich über den See erhebt. Der See verfügt über keine benannten Zuflüsse. Der vom Südufer abfließende Bach mündet in den deutlich größeren Loch Shin, der über den Shin in den Dornoch Firth entwässert.